# Argilla polimerica
L'argilla polimerica è un materiale di caratteristiche simili all'argilla,ma ottenuto da polimeri sintetici.
Al fine di permetterne la modellabilità, ai polimeri (solitamente PVC) è aggiunto un plastificante (ad esempio ftalati).
Inoltre vi sono coloranti, al fine di presentarla con diversi colori.
Il vantaggio dell'argilla polimerica sta nella lavorabilità.